# Eremnophila melanaria
Eremnophila melanaria là một loài côn trùng cánh màng trong họ Sphecidae, thuộc chi Eremnophila. Loài này được Dahlbom miêu tả khoa học đầu tiên năm 1843.